# Denis Oswald
Denis Oswald (* 9. května 1947, Neuchâtel) je švýcarský sportovec a sportovní funkcionář. Jako veslař se zúčastnil tří olympijských her a na hrách v roce 1968 v Mexiku získal bronzovou medaili. Je předsedou Mezinárodní veslařské federace (FISA).
Veslovat začal v roce 1961. V roce 1968 se propracoval do švýcarské reprezentace a na olympijských hrách 1968 v Ciudad de México vybojoval bronzovou medaili v disciplíně čtyřka s kormidelníkem. Zúčastnil se i olympiád v roce 1972 v Mnichově a 1976 v Montrealu, kde obsadil osmá místa ve čtyřce s kormidelníkem, respektive v párové čtyřce. Na mistrovství světa ve veslování v roce 1974 byl v párové čtyřce čtvrtý.
Hrál také lední hokej.
Studoval na univerzitách v Neuchâtelu, Curychu a Cambridgi. Vystudoval práva a stal se advokátem, působil také jako soudce u Mezinárodní sportovní arbitráže v Lausanne.
Po 11 letech ve funkci generálního sekretáře byl v roce 1989 zvolen nástupcem Thomase Kellera na postu předsedy FISA a funkci opakovaně obhájil. V roce 1991 se stal členem Mezinárodního olympijského výboru a v roce 2000 postoupil do jeho exekutivy, a to z funkce předsedy vlivné Asociace mezinárodních federací letních olympiád (ASOIF). Předsedal koordinačním komisím pro organizaci olympijských her v letech 2000 v Aténách a 2012 v Londýně. V roce 2012 se rozhodl kandidovat na předsedu Mezinárodního olympijského výboru. Před volbami kritizoval favorita volby Thomase Bacha za propojení s kuvajtským šejkem Ahmadem al Sabahem. V rozhodujícím kole volby získal jen pět hlasů a obsadil předposlední místo.